# جان جاك دي فيليسي
جان جاك دي فيليسي (بالفرنسية: Jean-Jacques de Felice)‏ هو محامي فرنسي، ولد في 1928، وتوفي في 2008.